# Pólya (heraldika)

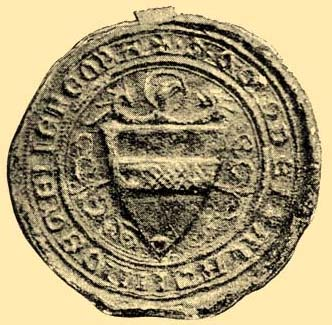
Aba Amadé (†1311) nádor pecsétje

II. András magyar király vörössel és ezüsttel hétszer vágott pajzsa az Árpádok családi jelvényeivel a pólyákon oroszlánokkal, A pajzs hétszer vágott, a 2., 4. és 6. mezőben 2–2 szembefordult oroszlán között egy-egy szívalakú kis pajzs, a 8. mezőben egy balra lépő és hátratekintő oroszlánnal

A pólya olyan vízszintes mesteralak, mely a pajzs magasságának 1/3-át, más definíció szerint 2/7-ét foglalja el. Több pólya esetén ezek az arányok módosulnak. A páros számú osztóvonal által létrejövő mezők közül a két szélsőnek egyforma színűnek kell lennie, különben nem (egy szokványos) mesteralak, hanem vágott pajzs jön létre. Háromszor, ötször stb. vágott pajzsról van szó akkor is, ha csak két borítás fordul elő, de az osztóvonalak száma páratlan.
Névváltozatok:

pólya (1796, Szaller Gy.: Magyar föld, 40: NSz., TESz III. 246.), szelemen (Nagy Iván II. 233.), vízszintes pólya (Forgon 194.), gerenda (Forgon 499.), ívbe menő gerenda [speciális eset] (Nagy Iván I. 284.), sáv (Gömbös 102.), léc (Benke 425.), szalag (Nagy Iván I. 80.), hullámos szalag [hullámos csík] (Nagy Iván I. 62.), folyó, tenger [hullámos pólya] (Forgon 625.), csík (Mika, 1893), csik (fascia) (Nagy Iván II. 260., II. 224.), csikolat (fascia) (Nagy Iván III. 39., 40., V. 64.), fekmentes csikolat (Nagy Iván III. 66.), vízirányos vonal (Nagy Iván VII. 86.), vízirányos szelemen (Nagy Iván VII. 147.), vízszintes pólya (Barna-Sümeghy 36.), hasáb (Nagy I. 97.), öv (fascia) (Nagy Iván II. 282.), pajzsközép (Gömbös 17.), széles vonal (pólya) (Gudenus I. 387.), középfekvésű pólya (Tört. segéd. 151.), két vizmentes ezüst gerenda <ikerpólya> (VU 1854-1860)
fr: fasce, en: fess, de: Balken, Band, Gürtel, Ritterstraße, Straße, at.de: Binde, la: lamina (Nagy Iván IX. 642., X. 587.), szelemen (lamina flava) (Nagy Iván II. 263.), fascia, lacina, lemniscus, cs: břevno
Rövidítések:

Általában mind a két vége érintkezik a pajzs szélével. Ha egyik végén sem érinti a pajzsot, a pólya lebegő. Nemcsak egyenes, hanem mindenféle görbe és szögletes vonalakkal meg lehet rajzolva. (Lásd erre az osztóvonal címszót.) A megkülönböztető jegyei szerint a pólya lehet lékelt, egyik végén hegyes, stb. Helyzete szerint alsópólya (a pólyahely alatti) vagy felsőpólya (a pólyahely fölötti), más címerábrákkal díszített stb. Változata a csík, mely a pajzsmagasság 1/6-a és a fonál, mely a pajzsmagasság 1/12-e. Ha a pólyák az egész pajzsot befedik, pólyázott a neve.
A csík (de: Leiste, Stabbalken, fr: burèle, en: barulet) félszélességű pólya, mely a pajzs magasságának 1/6-át, mások szerint 1/7-ét, ismét mások szerint 1/8-át teszi ki. A francia és angol heraldikában a csík a pajzs magasságának 1/5-ét teszi ki és nem a pólya diminutívája, hanem önálló mesteralak.
A fonál (de: Faden, Strich, Strichbalken, Balkenfaden, r.de: Streiff, Stecken, fr: filet, en: fillet) egyharmad szélességű pólya, mely a pajzs magasságának 1/12-ét teszi ki. Néha az ennél vékonyabb fonalat is meg szokták különböztetni, ha a pajzsmagasság 1/14-ét teszi ki. Ez a zsinór (de: Leistenstab). Ennél vékonyabb mesteralakok használata már értelmetlen a heraldikában.

## A pólya szimbolikája
A magyar címertanban a leggyakoribb mesteralak. Pólya volt a címerében az Amadé családnak. A holt heraldika korában különféle jelentéstartalmak kapcsolódtak hozzá, a mértékletesség jelképének tekintették. A hullámos pólya a (magyar) heraldikában a folyót is jelképezi. Budapest címerében is ilyen értelemben szerepel.
A folyó (de: Fluß) általában ezüst pólya, melyet néha megkülönböztetnek a hullámos pólyától és a címerképek közé sorolják. Mindig a folyóra utaló hullámos vonallal ábrázolják. Nigéria címerében a hullámos ágas a Niger és a Benue folyót jelképezi.

## A pólya eredete
A magyar pólya elnevezés talán összefüggésben lehet a süveg vagy a korona alá becsavart arcvédő fátyollal. Az 1974-es budavári ásatásokon előkerült 15. század eleji szobrok közül kettő viselt arcvédő fátylat. Az arcvédő fátylat, mint hadi viseletet ismeri a középkori viselettörténet, de a heraldika is. Francia neve chapel, olasz capello, német Band. Magyarországon is van rá példa. Az arcfátylat katonák viselték a por ellen. Galeotto említi, hogy egy ízben a táborában kereste fel Mátyás királyt, de a sisakja alá eresztett porvédő arcfátyla miatt jó ideig nem ismerte fel katonái között. A budavári szoborlelet egyik turbánszerű fejfedőjéről lelógó fátylat is valószínűleg porvédőként használták. A pólya elnevezés összefüggésben lehet a lovagi tornával is. Német neve például többek között Band (szalag), Gürtel (öv), Ritterstraße (lovagút), Straße stb. volt.

### A. Alaptípusok

Pólya (a pajzs magasságának 1/3-a)
Pólya (a pajzs magasságának 2/7-e)
Csík (a pajzsmagasság 1/6-e, azaz az 1/3-os pólya fele)
Csík (a pajzsmagasság 1/7-e, azaz a 2/7-es pólya fele)
Fonál (a pajzsmagasság 1/12-e, azaz félszélességű csík)
Zsinór (de: Leistenstab)
Széles pólya (itt a pajzsmagasság 4/7-e)

### B.Megkülönböztető jegyek

#### 1. Szám

Ikerpólya (ez a kétmázú alapok közé is besorolható). Az ikerpólya és a nagyobb számú pólyáknál nem szükséges feltétel, hogy a pajzs magasságának 1/3-át vagy 2/7-ét tegyék ki.
Három ezüst pólya (ez is besorolható a kétmázú alapok közé)
Hermelin alapon három vörös pólya
Három csík (fr: la tierce de gueules en fasce)
Három ikerfonál (fr: trois jumelles)

#### 2. Hozzáadott jegyek
A hozzáadott jegyek a számmal és díszítéssel egymás között is kombinálódhatnak. Készíthető például két vörös, aranyliliomokkal bevetett, lékelt hullámos lebegő felsőpólya is.

##### a. Külön jegyek
A különféle vonalakkal megrajzolt lehetséges pólyákra lásd az osztóvonal címszót.

Hullámos pólya (de: Wellenbalken)
Domború pólya (dongás pólya, Turul 1908/2. 56. [Thallóczy])
talpas pólya (de: Prankenbalken), a végei kifelé kiszélesednek, mint a talpas keresztnél
Sarkos pólya (Nagy Ivánnál a háromsarkú pólya neve "három fogú gerenda": IX. 283., a Stummer család címerében: "szögletesen vont ezüst szelemen" (Nagy Iván X. 386.), r.de: dreimal gebrochenen, spitzweise gezogenen Balken) (de: eckig gezogen, [Gatterer])
Sarkos ikerpólya
Három sarkos pólya
Rutapólya. Kilenc rutának is tekinthető (fr: fasce de neuf fusées, de: Weckenbalken)
Ellengolyós (vonallal megrajzolt) pólya (de: Wolkenbalken)
Ellenormós pólya (de: Wechselzinnenbalken)
Három, alul oszlopos fonál (avagy tornagallér)
Cölöpös pólya (fr: D'or, au mur palissadé de cinq pals aiguisés de sable)
Ellencölöpös (vonallal megrajzolt) pólya
Lépcsős pólya (fr: fasce peronnée, de: Stufengiebelbalken)
Három ormós pólya (ha mindkét oldalon ormós lenne: ellenormós pólya, ha alul lenne ormós: alul ormós pólya, ha az alsó és a felső ormók egymáshoz képest elcsúsznának: csúsztatott-ormós pólya – lásd az evet nevezéktanát)
Két csúsztatott-ormós pólya
Pénzes pólya (mindkét oldalán háromnegyed-kör alakú kitüremkedés van) (de: Pfropfbalken)

##### b. Helyzet

Felsőpólya (vagy felsőfekvésű pólya a pólyahely fölött helyezkedik el) (de: erhöbten balken)
Alsópólya (vagy alsófekvésű pólya a pólyahely alatt helyezkedik el) (de: erniedrigten Balken)

#### 3. Kiegészítő jegyek

##### a. Járulékos kegyek

Lebegő pólya
A pólya speciális esete, függőpólya, az ún. hamaïde (fr., hamayde, de: Hamaïde), melynek végei nem érintkeznek a pajzs szélével, azaz lebegnek és általában három fordul elő egy pajzsban; egyik német, Längerhölzer neve a hordók alá helyezett lécekre utal
Jobboldalt csonka pólya
Baloldalt hegyes pólya
(fent) Bemetszett pólya (de: angehackter Balken)
Szétvágott pólya (de: ausgeschnittener Balken)
Lékelt pólya (az alap színe a léken áttetszik)
(jobbra) Széttolt pólya (de: [rechter] Kantenbalken), ha nem a sarkak érintkeznek, félig széttolt pólya (de: Halbkantenbalken)
Jobbra félig széttolt pólya (de: rechten Halbkantenbalken), ha a jobb fél van magasabban
Balra félig széttolt pólya (de: linken Halbkantenbalken), ha a bal fél van magasabban
Kétszer széttolt pólya
(ötször tagolt) Kockapólya (de: Kanterwinkelbalken), a többször széttolt pólya változata, általában 5, a sarkukkal érintkező négyzetből áll
Feltört pólya
Megtört pólya
Megtört szegélyű pólya, la: fasciolam (Spenernél)
Arannyal szegett pólya (rámázott pólya, Thallóczy, Turul 1908/2. 56.) (általában akkor szokták alkalmazni, ha el kell kerülni a színtörvény megsértését)
Arannyal keretezett pólya (ez is alkalmas a színtörvény megtartására, ha színre szín vagy fémre fém kerül)
Léces (fr: coticée) pólya
Felsőléces pólya (de: überchöchten Balken)
Alsóléces pólya (de: unterstürzten Balken)

##### b. Díszítés és szerkezeti viszonyok

Aranyliliomokkal bevetett kék alapon hermelines pólya. A fő címerábra a pólya, nem a liliomok. Ezek csak az alap díszítését képezik (nem dominánsak) és a pólya geometriája a meghatározó. (A hermelinpólya [de: Hermelinbalken] főleg az angol heraldikára jellemző mesteralak.)
Arany darabokkal bevetett kék alapon ezüst-vörös sakkozott pólya (de: Schachbalken)
Az elledarabolt ikerpólya fölött fekete csillagok (a pajzsban mellék-címerábrák is találhatók; sakkozott pólya, a fő címerábra potenciális kétmázú alapnak is tekinthető)
A fő mesteralak a hullámos ikerpólya
A fő címerábra az ikerpólya, nem a rigók (alkalmazkodnak a pólyák geometriájához)
A fő címerábra az ikerpólya
Rutákkal díszített ikerpólya (a fő címerábra az ikerpólya, mert ez a domináns és a ruták – a mellék-mesteralakok – a pólya geometriájához alkalmazkodnak, azaz a ruták megkülönböztető jegyeit az ikerpólya megkülönböztető jegyei – nagysága – határozza meg)
Pólya (fő mesteralak, mert középen található) és két szarufa (mellék-címerábrák)
A fő mesteralak a pólya, a sarlók mellék-címerábrák
A fő mesteralak a pólya, nem a hármas halom (a pajzstalp)
A fő címerábra a sarkos pólya, mert ez van középen, a tornagallér a mellék-címerábra, mert nem domináns és különben is általában csak a címertörést szolgáló mellékjegy, nem valódi mesteralak.
A fő mesteralak a pólya, nem a fölötte levő sarkos pólya
A fő mesteralak a pólya. Rajta az ékek csak a díszítés funkcióját töltik be
A fő mesteralak a sakkozott pólya, az oroszlán a mellék-címerábra (egyrészt mert nem középen, a legelőkelőbb helyen található, másrészt mert az alakja alkalmazkodik a mesteralak, a fő címerábra geometriájához)
Ugyanaz az eset
Arany alapon kék oroszlán, azon vörös pólya. Itt az oroszlán a fő címerábra, mert ez van domináns helyzetben, annak ellenére, hogy alul található, hiszen az alakja nem alkalmazkodik a pólya geometriájához. Ezért ez a címer nem a fő mesteralakok, hanem a fő címerképek kategóriájába tartozik
Ugyanaz az eset tornagallérral (fonállal)
A fő mesteralak a pólya. A ráma csak kiegészítő (mellék-) címerábra – nem vonatkozik rá a színtörvény sem (valószínűleg a rokoni heraldika kezdte használni a címertörésnél)
A fő mesteralak a három hármas fonál (fr: trois tierces), nem a pajzsfő
A fő mesteralak a három arany pólya, nem az ugyanolyan színezetű pajzsfő
A fő mesteralak a három arany ikerfonál (fr: trois jumelles d'or), nem az ugyanolyan színezetű pajzsfő
A fő mesteralak a pólya (a harántpólya valószínűleg csak mellékjegy)

##### c. Borítás

Evetes pólya (egyféle borítású pólya)
Vörös-kék sarkos vonallal vágott pólya (kétféle borítású pólya)
Három cölöppel díszített pólya (darabolt pólya: kétféle borítású pólya)
Két ezüst fonállal díszített fekete pólya (vágott pólya: kétféle borítású pólya)
Ezüst-kék harántrutázott pólya (kétféle borítású pólya)